# Thermozodium esakii
Thermozodium esakii (лат.) — вид тихоходок, единственный в составе монотипического класса Mesotardigrada.

## Распространение
Восточная Азия: Япония, остров Кюсю, горячие источники, Unzen National Park (ныне Unzen-Amakusa National Park).

## Описание
По некоторым признакам T. esakii занимает промежуточное положение между основными классами Eutardigrada и Heterotardigrada. Ноги с 6 коготками. Шипики и коготки сходны с таковыми у представителей Heterotardigrada, а макроплакоиды похожи на такие же структуры у видов из класса Eutardigrada. Типовой материал был разрушен в результате землетрясения, поэтому его репродуктивная анатомия в последнее время не изучалась. Последующие попытки собрать его в разрушенной типовой местности не увенчались успехом.

## Систематика
Вид был впервые описан в 1937 году немецким зоологом Gilbert Rahm (1885—1954). Выделен в отдельные монотипические семейство (Thermozodiidae), отряд (Thermozodia) и класс (Mesotardigrada) тихоходок. Современный статус неопределённый nomen dubium из-за отсутствия новых данных.

## Этимология
Вид был назван в честь японского биолога профессора Dr. Esaki (Kyushu Imperial University)